# Los Cinco de la Riuela (Sevilla)
Los Cinco de la Riuela es un poblado de colonización creado en las Marismas del Bajo Guadalquivir durante los años de la Guerra Civil a iniciativa del general Queipo de Llano para potenciar el cultivo de arroz en esta zona de Andalucía Occidental, con objeto de abastecer a las provincias que el ejército faccioso iba ocupando en su avance, ya que, al permanecer leales a la República las comarcas arroceras tradicionales de Valencia, este producto escaseaba.[cita requerida]
Hasta mayo de 2016, cuando el ayuntamiento de Isla Mayor -municipio al que pertenece- cambió oficialmente el nombre, este se había llamado Queipo de Llano. El nombre actual rinde memoria a cinco jornaleros de Puebla del Río: Manuel Lama Suárez (50 años), Francisco Ponce Martín (38 años), José Vargas Garrido (31 años), José Blanco Osuna (29 años) y Antonio González de la Rosa (31 años); que fueron asesinados el 13 de agosto de 1936 en un paraje de Gelves llamado La Riuela, por un grupo de pistoleros falangistas que se encargaban de su traslado a Sevilla.
El poblado se encuentra prácticamente abandonado y el INE no lo contempla en sus estadísticas de población. El motivo de su decadencia ha sido la sobreexplotación arrocera de la zona, agravada por la disminución del caudal de agua disponible en las marismas,[cita requerida] así como su mala situación y comunicación. El caserío esta prácticamente arruinado.
En 2018 nueve colonos seguían trabajando la tierra que tras la Guerra Civil recibió Queipo de Llano y que cedió en 1945 su explotación a los colonos a cambio de una renta que se pagaba con porcentajes del rendimiento agrícola.